# Lauchdorf
Lauchdorf ist ein Pfarrdorf und Ortsteil der Gemeinde Baisweil im oberschwäbischen Landkreis Ostallgäu in Bayern (Deutschland).

## Geschichte
Die erste Erwähnung des Ortes war am 30. April 1123. Lauchdorf wurde in früheren Jahrhunderten „Louctorf“, „Lohdorf“, „Louchdorf“ oder „Löhdorff“ genannt, was auf ein Dorf in der Lohe hinweist. In einem Registrum von 1384 wird die Größe von Lauchdorf mit 6 Höfen, 7 Hofstätten und 4 Lehen angegeben. 1467 erwarb das Kloster Irsee Lauchdorf mit Großried vom Kloster Ursberg.
Die katholische Pfarrkirche Mariä Himmelfahrt stammt im Kern von 1517 und wurde um 1700 und 1902 umgebaut. 
1818 entstand durch das Gemeindeedikt in Bayern die selbstständige Gemeinde Lauchdorf mit ihrem Ortsteil Großried. Am 1. Juli 1976 wurde die Gemeinde nach Baisweil eingegliedert.